# Olympische Jugend-Sommerspiele 2018/Teilnehmer (Russland)
| Gelbes Symbol für Goldmedaillen mit stilisierten Olympischen Ringen | Graues Symbol für Silbermedaillen mit stilisierten Olympischen Ringen | Braundes Symbol für Bronzemedaillen mit stilisierten Olympischen Ringen |
| ------------------------------------------------------------------- | --------------------------------------------------------------------- | ----------------------------------------------------------------------- |
| 29                                                                  | 18                                                                    | 12                                                                      |

Die Jugend-Olympiamannschaft aus Russland für die III. Olympischen Jugend-Sommerspiele vom 6. bis 18. Oktober 2018 in Buenos Aires (Argentinien) bestand aus 93 Athleten.

## Athleten nach Sportarten

### 3 × 3 Basketball
Jungen
- Wassili Berdnikow
- Chassan Kipkejew
- Nikita Remisow
- Timur Wagapow
3x3: 6. Platz
- Nikita Remisow
Dunk: Silber

### Beachhandball
Mädchen
- Jekaterina Karabutowa
- Sofja Krachmalewa
- Sofja Sawina
- Anna Wolkowa
- Wiktoria Dawydowa
- Anna Iwanowa
- Kristina Grigorowskaja
- Anastassija Skripka
- Alina Sinelnikowa
7. Platz

### Beachvolleyball
| Mädchen - Marija Botscharowa - Marija Woronina Gold | Jungen - Dmitri Weretjuk - Denis Schekunow 9. Platz |

### Bogenschießen
| Mädchen - Wiktorija Charitonowa Einzel: 9. Platz Mixed: 5. Platz (mit Mohammed Ibrahim Sheik Rezowan Bangladesch) | Jungen - Stanislaw Tscheremiskin Einzel: 9. Platz Mixed: 9. Platz (mit Laura van der Winkel Niederlande) |

### Boxen
| Mädchen - Anastassija Schamonowa Mittelgewicht: Gold | Jungen - Ilja Popow Halbweltergewicht: Gold - Ruslan Kolesnikow Halbschwergewicht: Silber - Alexei Dronow Superschwergewicht: Gold |

### Breakdance
| Mädchen - Kristina Jaschina „Matina“ Einzel: 4. Platz Mixed: 10. Platz (mit Olivier Warner „Reflow“ Belgien) | Jungen - Sergei Tschernyschow „Bumblebee“ Einzel: Gold Mixed: Bronze (mit Anna Thurner „Ella“ Österreich) |

### Fechten
| Mädchen - Jana Bekmursowa Degen Einzel: 9. Platz - Alina Kljutschnikowa Säbel Einzel: 8. Platz | Jungen - Artur Tolassow Degen Einzel: 7. Platz |

### Futsal
Jungen
- Kirill Jarullin
- Denis Subbotin
- Ilja Fjodorow
- Danil Karpjuk
- Pawel Karpow
- Pawel Syssoljatin
- Igor Tschernjawski
- Maxim Okulow
- Danil Samussenko
- Kamil Gereichanow
Silber

### Judo
| Mädchen - Irena Chubulowa Klasse bis 52 kg: Gold Mixed: 9. Platz (im Team Sydney) | Jungen - Abrek Nagutschew Klasse bis 66 kg: Silber Mixed: Bronze (im Team Rio de Janeiro) |

### Karate
| Mädchen - Anna Tschernyschowa Kumite bis 59 kg: Silber | Jungen - Robert Awakimow Kumite über 68 kg: 5. Platz |

### Leichtathletik
| Mädchen - Marija Kotschanowa Hochsprung: Silber - Marija Priwalowa Dreisprung: Bronze - Wioletta Ignatjewa Diskuswurf: Silber | Jungen - Dmitri Katschanow Stabhochsprung: Bronze |

### Moderner Fünfkampf
| Mädchen - Wiktorija Nowikowa Einzel: 15. Platz Mixed: 21. Platz (mit Jewhen Siborow Ukraine) | Jungen - Jegor Gromadski Einzel: Silber Mixed: DNF (mit Sofja Prischennikowa Kasachstan) |

### Radsport

#### BMX
- Walerija Pinkina
- Alexander Kim
Freistil: 5. Platz
- Warwara Owtschinnikowa
- Ilja Beskrowny
Rennen: Gold

#### Straße
| Mädchen - Darja Alexejewa - Aigul Garejewa Kombination: 5. Platz | Jungen - Maxim Artemjew - Nikolai Iwanow Kombination: 20. Platz |

### Ringen
Jungen
- Stepan Starodubzew
Griechisch-römisch bis 71 kg: Silber
- Muchammad Jewlojew
Griechisch-römisch bis 92 kg: Bronze
- Achmedchan Tembotow
Freistil bis 80 kg: Gold
- Sergei Kosyrew
Freistil bis 110 kg: Gold

### Schießen
| Mädchen - Jana Jenina Luftpistole 10 m: Silber Mixed: 19. Platz (mit Sebastián Hernández Mexiko) - Anastassija Derewjagina Luftgewehr 10 m: 6. Platz Mixed: Silber (mit Edson Ramírez Mexiko) | Jungen - Grigori Schamakow Luftgewehr 10 m: Gold Mixed: 9. Platz (mit Zaynab Pardabaeva Usbekistan) |

### Schwimmen
- 4 × 100 m Lagen Mixed: Silber

| Mädchen - Jelisaweta Klewanowitsch 50 m Freistil: 8. Platz 100 m Freistil: 6. Platz 200 m Freistil: 26. Platz - Anastassija Makarowa 50 m Brust: 13. Platz 100 m Brust: Gold 200 m Brust: 6. Platz - Darja Waskina 50 m Rücken: Silber 100 m Rücken: Gold 200 m Rücken: 22. Platz - Polina Jegorowa 100 m Rücken: 4. Platz 200 m Rücken: 8. Platz 50 m Schmetterling: Bronze 100 m Schmetterling: Gold - Jelisaweta Klewanowitsch Anastassija Makarowa Darja Waskina Polina Jegorowa 4 × 100 m Freistil: Gold - Darja Waskina Anastassija Makarowa Polina Jegorowa Jelisaweta Klewanowitsch 4 × 100 m Lagen: Bronze | Jungen - Kliment Kolesnikow 50 m Rücken: Gold 100 m Rücken: Gold 200 m Rücken: Gold - Wladislaw Gerassimenko 50 m Brust: 6. Platz 100 m Brust: 7. Platz - Andrei Minakow 100 m Freistil: Gold 50 m Schmetterling: Gold 100 m Schmetterling: Gold - Daniil Markow 50 m Freistil: Silber 100 m Freistil: 10. Platz 50 m Schmetterling: Silber 100 m Schmetterling: 11. Platz - Kliment Kolesnikow Daniil Markow Wladislaw Gerassimenko Andrei Minakow 4 × 100 m Freistil: Gold - Kliment Kolesnikow Wladislaw Gerassimenko Andrei Minakow Daniil Markow 4 × 100 m Lagen: Gold | Mixed - Kliment Kolesnikow Andrei Minakow Polina Jegorowa Jelisaweta Klewanowitsch Daniil Markow (Vorlauf) Wladislaw Gerassimenko (Vorlauf) Darja Waskina (Vorlauf) Anastassija Makarowa (Vorlauf) 4 × 100 m Freistil Mixed: Gold - Polina Jegorowa Anastassija Makarowa Andrei Minakow Kliment Kolesnikow Wladislaw Gerassimenko (Vorlauf) Daniil Markow (Vorlauf) Jelisaweta Klewanowitsch (Vorlauf) 4 × 100 m Lagen Mixed: Silber |

### Segeln
| Mädchen - Jana Resnikowa Windsurfen: Bronze | Jungen - Jegor Schilin Windsurfen: 11. Platz |

### Sportklettern
Mädchen
- Jelena Krassowskaja
Kombination: 5. Platz
- Luisa Jemeljewa
Kombination: 14. Platz

### Taekwondo
| Mädchen - Polina Schtscherbakowa Klasse bis 44 kg: Gold - Jelisaweta Rjadninskaja Klasse bis 49 kg: Gold - Kristina Adebajo Klasse über 63 kg: Bronze | Jungen - Dmitri Schischko Klasse bis 48 kg: Gold - Georgi Popow Klasse bis 55 kg: Gold |

### Tennis
Mädchen
- Oxana Selechmetjewa
Einzel: Viertelfinale
Doppel: Viertelfinale
Mixed: Viertelfinale (mit Carlos López Montagud  Spanien)
- Kamilla Rachimowa
Einzel: Achtelfinale
Doppel: Viertelfinale
Mixed: 1. Runde (mit Ondřej Štyler  Tschechien)

### Tischtennis
| Mädchen - Marija Tailakowa Einzel: 5. Platz Mixed: 5. Platz | Jungen - Wladimir Sidorenko Einzel: 9. Platz Mixed: 5. Platz |

### Triathlon
Mädchen
- Alewtina Stezenko
Einzel: 15. Platz
Mixed: 8. Platz (im Team Europa 5)

### Turnen

#### Gymnastik
| Mädchen - Xenija Klimenko Einzelmehrkampf: 5. Platz Boden: 7. Platz Pferd: 30. Platz Stufenbarren: Gold Schwebebalken: Silber Mixed: Silber (im Team Grün) | Jungen - Sergei Naidin Einzelmehrkampf: Silber Boden: Bronze Pferd: 14. Platz Barren: Bronze Reck: 9. Platz Ringe: 9. Platz Seitpferd: Silber Mixed: 9. Platz (im Team Gelb) |

#### Trampolinturnen
Mädchen
- Wera Beljankina
Einzel: Bronze 
Mixed: 4. Platz (im Team Grau)

#### Rhythmische Sportgymnastik
Mädchen
- Darja Trubnikowa
Einzel: Gold 
Mixed: Gold  (im Team Orange)

#### Akrobatik
- Kapitolina Chusnullina
- Anatoli Sliwkow
5. Platz
Mixed: 6. Platz (im Team Weiß)

### Wasserspringen
| Mädchen - Uljana Kljujewa Kunstspringen: Silber Mixed: 9. Platz (mit Aurelian Dragomir Rumänien) | Jungen - Ruslan Ternowoi Kunstspringen: Bronze Turmspringen: Bronze Mixed: Bronze (mit Sofija Lyskun Ukraine) |